# Kabinett Segni II
Das Kabinett Segni II wurde am 15. Februar 1959 durch Ministerpräsident Amintore Fanfani gebildet und befand sich bis zum 24. März 1960 im Amt. Es löste das Kabinett Fanfani II ab und wurde durch das Kabinett Tambroni abgelöst.

## Kabinett

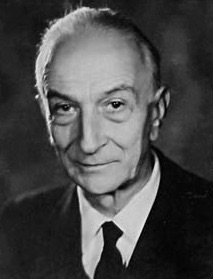
Antonio Segni

Dem Kabinett gehörten folgende Minister an:
| Amt                                                                       | Name                      | Parlamentsmandat        | Anmerkungen |
| ------------------------------------------------------------------------- | ------------------------- | ----------------------- | --- |
| Ministerpräsident                                                         | Antonio Segni             | Camera dei deputati     | zugleich Innenminister                                                                                          |
| Minister beim Ministerpräsidenten                                         | Giulio Pastore            | Camera dei deputati     | zugleich Vorsitzender des Ministerausschusses für die Angelegenheiten von Süditalien und benachteiligte Gebiete |
| Minister ohne Geschäftsbereich für die Reform der öffentlichen Verwaltung | Giorgio Bo                | Senato della Repubblica | |
| Minister ohne Geschäftsbereich für die Beziehungen zum Parlament          | Giuseppe Maria Bettiol    | Camera dei deputati     | |
| Minister ohne Geschäftsbereich für Sport und Tourismus                    | Umberto Tupini            | Senato della Repubblica | Am 31. Juli 1959 wurde die Zuständigkeit in Tourismus und Veranstaltungen umbenannt                             |
| Außenminister                                                             | Giuseppe Pella            | Camera dei deputati     | |
| Innenminister                                                             | Antonio Segni             | Camera dei deputati     | zugleich Ministerpräsident                                                                                      |
| Justizminister                                                            | Guido Gonella             | Camera dei deputati     | |
| Haushaltsminister                                                         | Fernando Tambroni         | Camera dei deputati     | zugleich kommissarischer Schatzminister                                                                         |
| Finanzminister                                                            | Emilio Paolo Taviani      | Camera dei deputati     | |
| Schatzminister                                                            | Fernando Tambroni         | Camera dei deputati     | kommissarische Amtsführung, zugleich Haushaltsminister                                                          |
| Verteidigungsminister                                                     | Giulio Andreotti          | Camera dei deputati     | |
| Minister für öffentlichen Unterricht                                      | Giuseppe Medici           | Senato della Repubblica | |
| Minister für öffentliche Arbeiten                                         | Giuseppe Togni            | Camera dei deputati     | |
| Minister für Landwirtschaft und Forsten                                   | Mariano Rumor             | Camera dei deputati     | |
| Verkehrsminister                                                          | Armando Angelini          | Senato della Repubblica | |
| Minister für Post und Telekommunikation                                   | Giuseppe Spataro          | Camera dei deputati     | |
| Minister für Industrie und Handel                                         | Emilio Colombo            | Camera dei deputati     | |
| Minister für Arbeit und Sozialversicherung                                | Benigno Zaccagnini        | Camera dei deputati     | |
| Außenhandelsminister                                                      | Rinaldo Del Bo            | Camera dei deputati     | |
| Minister für die Handelsmarine                                            | Angelo Raffaele Jervolino | Senato della Repubblica | |
| Minister für staatliche Beteiligungen                                     | Mario Ferrari Aggradi     | Camera dei deputati     | |
| Gesundheitsminister                                                       | Camillo Giardina          | Senato della Repubblica | |